# 280 (număr)
280 (două sute optzeci) este numărul natural care urmează după 279 și precede pe 281 într-un șir crescător de numere naturale.

## În matematică
280:
- Este un număr par.[1][2]
- Este un număr compus.[3]
- Este un număr abundent.[4][5]
- Este un număr Erdős-Woods[6][7]
- Este un număr fericit.[8][9]
- Este un număr harshad,[10][11]
- Este un număr rotund.[12][13]
- Este un număr octogonal,[14] cel mai mic număr octogonal care este jumătatea altui număr octogonal (560).[15]
- Este un număr palindromic și repdigit în bazele 19 (EE19), 27 (AA27), 34 (8834) 39 (7739), 55 (5555), 69 (4469), 139 (22139) și 279 (11279).
- Este numitorul a 8 numere armonice.[16]

## În știință

### În astronomie
- Obiectul NGC 280 din New General Catalogue este o galaxie spirală cu o magnitudine 13,5 în constelația Andromeda.
- 280 Philia este un asteroid din centura principală.
- 280P/Larsen este o cometă periodică din sistemul nostru solar.